# The Big5 van Europa
The Big5 van Europa was een vijfdelige dierendocumentaire op de Vlaamse zender Eén uit 2014. Het werd gepresenteerd door Chris Dusauchoit. De reeks werd gemaakt door het team achter Dieren in nesten, van productiehuis deMENSEN.

## Format
In The Big5 van Europa werd gezocht naar een Europese tegenhanger van de Afrikaanse Grote Vijf, de vijf Afrikaanse wilde dieren die door jagers als moeilijkst te schieten werden beschouwd. Elke week werd een aantal Europese dieren uitgelicht, die telkens een beoordeling krijgen en hen zo een plaats konden opleveren tussen de Grote Vijf van Europa. Dieren werden beoordeeld op uiterlijk, gedrag, zeldzaamheid en de mate waarin ze kippenvel veroorzaken. Op basis hiervan werden de dieren al dan niet geselecteerd als kandidaat voor de Grote Vijf. Uit de geselecteerden werden er uiteindelijk vijf soorten gekozen. Dusauchoit werd daarna ontvangen door Europees voorzitter Herman Van Rompuy, die een ingelijste fotocollage van de Grote Vijf kreeg.
Dusauchoit zelf ging op zoek naar dieren van noord naar zuid, biologen Iwan Lewylle van Natuurpunt en Frederik Thoelen van het Natuurhulpcentrum te Opglabbeek (beiden bekend uit Dieren in nesten) gingen van oost naar west.

## Dieren
Deze dieren kwamen aan bod in de reeks en kregen er een beoordeling:

### Geselecteerd
- Veelvraat
- Eland
- IJsbeer
- Przewalskipaard
- Europese bruine beer
- Iberische wolf
- Spaanse keizerarend
- Iberische lynx
- Wisent

### Niet geselecteerd
- Visarend
- Saimaarob
- Wasbeer
- Goudjakhals
- Roze pelikaan
- Genetkat
- Alpensteenbok

### Uiteindelijke vijf
- Wolf
- (Iberische) lynx
- Wisent
- Veelvraat
- Bruine beer